# キム・ジョンソプ
キム・ジョンソプ（김종섭、2005年11月19日 - ）は、韓国出身のアイドル、ラッパー。男性アイドルグループ・P1Harmonyのメンバー。FNCエンターテインメント所属。身長177cm、血液型A型。

## 略歴
2016年、SBSのオーディション番組『K-POP STAR 6』に出演し、パク・ヒョンジンとのユニット・BOY FRIENDとして初優勝を果たした後、YGエンターテインメントに所属し、練習生として活動を開始した。
2018年、VLIVE、YouTube、JTBC2で放送されたデビューサバイバル番組『YG 宝石箱』に出演したが惜しくも落選。その後、YGエンターテインメントから退社した。
2020年10月28日、FNCエンターテインメントからP1Harmonyのメンバーとしてデビュー。

## 出演

### テレビ番組
| 年              | テレビ局 | タイトル     | 備考         |
| --------------- | -------- | ------------ | ------------ |
| 2016年 - 2017年 | SBS      | K-POP STAR 6 | 優勝者       |
| 2017年          | SBS      | SBS人気歌謡  |              |
| 2018年          | JTBC2    | YG宝石箱     | 選抜メンバー |

### 映画
| 年   | タイトル                | 備考         |
| ---- | ----------------------- | ------------ |
| 2020 | P1H: 新しい世界の始まり | デビュー映画 |

## 広告
- パリバケット（2017年）